# دیژیتوکسیژنین
دیژیتوکسیژنین (به انگلیسی: Digitoxigenin) با فرمول شیمیایی C۲۳H۳۴O۴ یک ترکیب شیمیایی با شناسه پاب‌کم ۴۳۶۹۲۷۰ است. که جرم مولی آن ۳۷۴٫۵۱ g/mol می‌باشد. شکل ظاهری این ترکیب، جامد است.